# Förvätskning
Förvätskning (liquefaction på engelska) kallas de kemiska processer då en råvara är antingen fast eller gasformig, och produkten (vanligen kemikalier eller drivmedel) som fås är vätskeformig.

## Förvätskning av fast råvara

### Direkt förvätskning av stenkol
Genom Bergiusprocessen kan stenkol eller brunkol omvandlas till drivmedel och/eller kemikalier. Om detta sker i reaktor vid högt tryck och temperatur, med eller utan katalysator och med tillförsel av trycksatt vätgas, kallas detta för direkt förvätskning. Fast kol blir till en vätska. Drivmedel som framställs på detta sätt användes mycket i Tyskland under andra världskriget. Den här sortens drivmedel framställt genom direkt förvätskning blir rik på aromatiska kolväten. Sådana drivmedel lämpar sig bäst till bensin. Tyngre aromater uppbyggda av 10 till 20 kolatomer kan endast i lägre koncentration blandas i dieselolja. Dieselolja får inte innehålla för mycket aromater, då cetantalet sjunker med stigande aromathalt. Inte heller jetbränsle får innehålla för höga halter av aromater. Aromater ger en högre förbränningstemperatur, och det i sin tur kan skada turbinbladen. Det påstås dock finnas modernare processer för direkt förvätskning av kol, som ska ge renare drivmedel. Det beror även på kvaliteten på det kol som används.

### Direkt förvätskning av biomassa
Biomassa kan förvätskas genom pyrolys. Genom kraftig, snabb upphettning av biomassa i frånvaro av syre kan en vätska fås, som oftast kallas för pyrolysolja. Den kan användas som bränsle eller som råvara för utvinning av kemikalier och kemikalieblandningar som till exempel fenoler och så kallad liquid smoke, som används i livsmedelsindustrin. Katalyserad direkt förvätskning av biomassa i form av pappersavfall, spån och finmalen flis är under utveckling. Metoder att framställa vätskeformigt biobränsle ur biomassa har börjat kallas Biomass to liquid även på svenska.

## Direkt förvätskning av sorterat avfall
Blandningar av förpackningsplast, till exempel polyeten, polypropen och polystyren, skumgummi, m.m. papper och finmalet träavfall från till exempel byggen, gamla möbler, m.m. kan direkt förvätskas med processer som är under utveckling i bl.a. Tyskland och USA.

### Indirekt förvätskning
Olika former av indirekt förvätskning, där den fasta råvaran först förgasas, och gasen sedan genomgår någon form av kemisk reaktion, vanligen katalyserad, varvid flytande kemikalier bildas, är processer som ökar i popularitet och användning. Några exempel är förgasning plus Fischer-Tropsch-processen, metanolprocessen, ammoniakprocessen eller karbonylering. På det här sättet kan stenkol, brunkol och biomassa omvandlas till kemiskt rena drivmedel och kemikalier med bred kommersiell användning, något som inte gäller idag för till exempel träpyrolysolja eller direktförvätskat stenkol/brunkol.

### Mekanisk förvätskning
Hit bör även räknas patenterade metoder som avser åstadkomma ett flytande eller pumpbart bränsle från fasta råvaror, främst stenkol och brunkol genom finfördelning, rening, blandning med vatten och tillsats av ett sekretessbelagt emulgeringsmedel. Även i en sådan process kan föroreningar som tungmetaller och svavel avlägsnas och rena bränslen tillverkas med bred kommersiell användning.
Svenska företag som under 1980-talet utvecklade kommersiella processer för sådana kol-vatten-blandningar är AB Carbogel, Fluidcarbon och Nykol AB. Dessutom fanns ett mindre företag som tillverkade kolpasta, en produkt som i dag används för att mata stenkol till den trycksatta fluidiserade bädden vid Fortums anläggningar i Ropsten i Stockholm.

## Förvätskning av gasformig råvara
Gaser kan omvandlas kemiskt så att de blir till kemikalier som är vätska vid rumstemperatur. Detta är i princip det andra steget i indirekt förvätskning, där första steget är att råvara förgasas till syntesgas. Det finns fler exempel på förvätskning av gasformig råvara. Vätgas omvandlas till väteperoxid, som är flytande. Många olika sorts flytande kemikalier framställs från eten, som är en gas. Vätgas och kvävgas omvandlas till ammoniak, som hanteras i flytande form under högt tryck. Formaldehyd- och ammoniakgaser förenas till vätskeformig cyanursyra, etc. Gasformig propengas oxideras till vätskorna aceton, glycerol och propylenoxid. Eten- och propengas reagerar med syntesgas över katalysator till vätskeformiga aldehyder, så kallad Oxo-syntes. De processas vidare till fet-alkoholer, till exempel 2-etyl-hexanol. De är beståndsdelar i kemikalier, som ingår bl.a. diskmedel, flytande tvål och duschkrämer, mjukgörare i plaster, tändförbättrare till dieselolja, m.m. 